# Schéma régional climat air énergie
En France, le Schéma régional climat air énergie (schéma régional du climat, de l'air et de l'énergie ou SRCAE, est l'un des grands schémas régionaux créés par les lois Grenelle I  et Grenelle II (Article 68) dans le cadre des suites du Grenelle Environnement de 2007. Il décline aussi aux échelles régionales une partie du contenu de la législation européenne sur le climat et l'énergie. 
Ce schéma doit intégrer dans un seul et même cadre divers documents de planification ayant un lien fort avec l'énergie et le climat, qu'étaient notamment :
- les schémas éoliens,
- les schémas de services collectifs de l'énergie ;
La loi Grenelle II en formalise le cadre. 

Il est copiloté par le préfet de région et le président du conseil régional, en concertation avec les acteurs concernés pour définir des objectifs quantitatifs et qualitatifs à l'échelle de chaque région. 
En Corse, le projet de schéma est élaboré par le président du conseil exécutif. Les services de l’État sont associés à son élaboration.
Puis la loi NOTRe intègre le SRCAE dans le SRADDET. 

## Élaboration (pilotage etgouvernance)
- le préfet de région et le Conseil régional consultent les collectivités territoriales concernées et de leurs groupements[2]
- le préfet de région et le président du Conseil régional élaborent conjointement un projet de schéma régional du climat, de l’air et de l’énergie
- le projet est mis à la disposition du public durant au moins un mois, « sous des formes, notamment électroniques, de nature à permettre sa participation » [3]. Des plate-forme numérique de partage d'information sont mises en place dans chaque région Exemple de Plate-forme numérique (celle du Nord-Pas-de-Calais[4]).
- le projet de schéma est alors soumis à l'approbation de l'organe délibérant du conseil régional (ou en Corse à « délibération de l’Assemblée de Corse sur proposition du président du conseil exécutif et après avis du représentant de l’État »
- le schéma est alors arrêté par le préfet de région.

« Un décret en Conseil d'État doit préciser les modalités d'application de la loi. En particulier il listera les collectivités territoriales, groupements de collectivités territoriales, instances et organismes devant être consultés sur le projet de SRCAE ; « soit lors de son élaboration, soit préalablement à son adoption », et il précisera les modalités de leur consultation et
Pour la Corse, le décret en Conseil d'État fixera aussi les conditions dans lesquelles le représentant de l’État arrête le schéma, lorsque l’Assemblée de Corse, après y avoir été invitée, n’a pas procédé à son adoption dans un délai de deux ans. »

### Moyens à mettre en œuvre pour l'élaboration
Ces SRCAE doivent permettre aux régions de s'appuyer sur des inventaires, des études prospectives (existantes ou à initier), les plans climats régionaux (s'ils existent déjà), les guides de l'ONERC, les éléments disponibles du plan national d'adaptation, etc. 
Chaque région doit donc dans le cadre de ce schéma, au minimum élaborer :
- un « inventaire des émissions de polluants atmosphériques et de gaz à effet de serre »,
- un « bilan énergétique »,
- une « évaluation du potentiel énergétique, renouvelable et de récupération »,
- une « évaluation des améliorations possibles en matière d'efficacité énergétique »,
- une « évaluation de la qualité de l'air et de ses effets sur la santé publique et l'environnement (reprenant en quelque sorte le contenu de l'ancien PRQA, Plan régional pour la qualité de l'air) en le mettant à jour) »,

... en prenant « en compte les aspects économiques ainsi que sociaux » précise la loi.
- des scénarios à horizon 2020, compatibles avec les engagements européens et nationaux dits « 3x20 » et Facteur 4
- des objectifs et seuils à atteindre en matière d'énergie renouvelables et économies d'énergie
- une analyse de la vulnérabilité (Rem : un logiciel d'aide à l'évaluation de la vulnérabilité des collectivités face au changement climatique est en cours de développement sous l'égide de l'Ademe),
- un volet adaptation au changement climatique.
- des outils de suivi et d'évaluation du plan (indicateurs environnementaux, économiques, sociaux, sanitaires, observatoire, surveillance environnementale..).

## Horizons temporels et mises à jour
Horizons : Ce schéma fixe, par région des objectifs pour deux horizon  ; 2020 et 2050.

Mise à jour ; le schéma est évalué après 5 ans.

Il peut alors être révisé, à l’initiative conjointe du préfet de région et du président du Conseil régional (ou - en Corse - à la demande du président du conseil exécutif), en fonction des résultats obtenus dans l’atteinte des objectifs fixés et, en particulier, du respect des normes de qualité de l’air.

## Contenu
Il concerne à la fois la qualité de l'air et le dérèglement climatique.
Le SRCAE contient ;
1. des orientations permettant l'adaptation au changement climatique, et une atténuation de ses effets. 
Il décline à échelle régionale, l'engagement pris par la France et l'Europe[6] du facteur 4 (Diviser par 4 ses émissions de gaz à effet de serre entre 1990 et 2050). 
À ce titre, il définit notamment les objectifs régionaux en matière de maîtrise de l'énergie ;
2. les orientations permettant, pour atteindre les normes de qualité de l’air mentionnées à l’article L. 221-1, de prévenir ou de réduire la pollution atmosphérique ou d’en atténuer les effets. 
À ce titre, il définit des normes de qualité de l'air propres à certaines zones lorsque les nécessités de leur protection le justifient ;
3. les objectifs qualitatifs et quantitatifs à atteindre (par zones géographiques) en matière de « valorisation du potentiel énergétique terrestre, renouvelable et de récupération et en matière de mise en œuvre de techniques performantes d’efficacité énergétique telles que les unités de cogénération, notamment alimentées à partir de biomasse », conformément aux objectifs issus de la législation européenne relative à l'énergie et au climat. 
À ce titre, le SRCAE vaut schéma régional des énergies renouvelables[7].

Les régions peuvent intégrer à leur SRCAE le Plan climat-énergie territorial (tel que défini par le code de l'environnement ). Elles font alors état de ce schéma dans le rapport prévu par le code général des collectivités territoriales.

## Liens avec les Plans régionaux de la qualité de l'air (PRQA)
Leur contenu est intégré dans les SRCAE, mais dans les régions où un PRQA était en cours d'élaboration au moment du vote de la loi Grenelle II, l'article 68 de cette loi confirme que les articles L. 222-1 à L. 222-3 du Code de l’environnement, dans leur rédaction antérieure à la date d’entrée en vigueur de cette loi Grenelle II, « demeurent applicables aux projets de plans régionaux pour la qualité de l'air en cours d’élaboration qui ont fait l’objet d’une mise à la disposition du public dans les conditions prévues à l’article L. 222-2 du même code ».

## Compatibilité
- Les PDU (Plans de déplacements urbains) devront être compatibles avec le SRCAE.
- Les documents d’urbanisme devront le prendre en compte.
- La loi Grenelle II stipule[10] que les Schémas régionaux de raccordement au réseau des énergies renouvelables sont élaborés après le SRCAE et doivent faciliter le développement des énergies douces, propres, sûres et renouvelables (solaire, éolien en particulier).

Certaines régions ont dès 2009 intégré leurs études concernant l'énergie dans un SRCAE

## Difficultés
Relativement à l'importance du travail à fournir, chaque région ne dispose que de peu de temps (1 an à compter du 12 juillet 2010, date de publication de la loi Grenelle II) pour préparer et faire valider son schéma, et il devra être renouvelé tous les 5 ans.

## Devenir et évaluation des SRCAE
La loi NOTRe a fait que chaque SRCAE doit être évalué et intégré (en 2019) dans le SRADDET des nouvelles régions (Schéma qui remplace et élargit les anciens SRADDT en intégrant dans un même document plusieurs schémas existants relatifs à l'énergie, l'intermodalité, les déchets ou la biodiversité).